# D’Alemberts Traum
D’Alemberts Traum (der Originaltitel lautete im Französischen: Le rêve de D’Alembert) stellt eines von Denis Diderots philosophischen Hauptwerken dar. Als solches kann man es zu seinen späten Schriften rechnen. Er schrieb es in kurzer Zeit, im Sommer 1769, veröffentlicht wurde es aber erst postum im Jahre 1830. Eine anonyme Teilveröffentlichung erfolgte aber noch zu seinen Lebzeiten 1782 in der Correspondance littéraire, philosophique et critique. D’Alemberts Traum zählt zu den wenigen Werken des 18. Jahrhunderts, deren wissenschaftlicher Inhalt sich durch den Dialog als literarische Gattung mitteilt.

Büste des Denis Diderot von Jean-Baptiste Pigalle (1777)

In jenem Sommer 1769 verweilten Mme Diderot und die Tochter Marie-Angélique Diderot in Sèvres, seine Vertraute Sophie Volland auf ihrem Schloss auf der Isle-sur-Marne und Friedrich Melchior Grimm seit Mai in den deutschen Landen, sodass auch die Redaktion der Correspondance littéraire, philosophique et critique in den Händen von Denis Diderot lag.
Le rêve de D’Alembert ist der zweite Teil einer Trilogie bestehend aus drei philosophischen Abschnitten: der erste Teil Entretien entre d’Alembert et Diderot (dt.: Das Treffen zwischen d’Alembert und Diderot), der zweite Teil Le Rêve de d’Alembert (dt.: D’Alemberts Traum) und der dritte und letzte Teil La suite d’un entretien entre M. d’Alembert et M. Diderot (dt.: Nach dem Treffen zwischen d’Alembert und Diderot). Die Entretien entre d’Alembert et Diderot wurden um den 10. August 1769 erstellt, der Le Rêve de D’Alembert entstand zwischen dem 15. August und 5. September 1769.

## Voraussetzungen
Im Zentrum des diderotschen Denkens stand das Spannungsfeld zwischen der Vernunft und der Sensibilität, sens et sensibilité. Vernunft zeichnete sich für Diderot durch die Suche nach wissenschaftlich fundierten Erkenntnissen und der Überprüfbarkeit der empirisch beobachteten und bewiesenen Fakten aus, ohne dabei in der rein quantitativen Erfassung der Wirklichkeit, in mathematischen Aussagen, verhaftet zu bleiben.
Unter dem Begriff der sensibilité wurden im Frankreich des 18. Jahrhunderts zwei durchaus unterschiedliche Vorstellungen gefasst. Zum einen bezeichnete der Begriff die moralische Qualität eines Menschen, der sich damit als ein berührbares, bewegtes und auch empfindsames Wesen zu verstehen gab, wodurch überhaupt die Grundlage für Tugendhaftigkeit und Humanität zum Ausdruck gebracht wurde.
Zum anderen kennzeichnete es jene physiologische Qualität im Sinne einer grundsätzlichen nervösen Erregbarkeit des Lebens und somit auch des menschlichen Lebens.
Waren doch die Reizbarkeit bzw. Sensibilität der Nerven eine der grundlegenden Eigenschaft des Lebens.
Der Begriff der sensibilité und etliche weitere waren eine Schöpfung des 18. Jahrhunderts, die im Wortschatz des 17. Jahrhunderts noch nicht existierten.

## Allgemeines
Denis Diderot fasste die unterschiedlichen naturwissenschaftlichen und philosophischen Probleme, die ihn über eine Dekade beschäftigten, im D’Alemberts Traum zusammen. Beginnend mit den Pensées sur l’interprétation de la nature (1754) lassen sich einzelnen Stränge seiner Fragestellungen sowohl in seiner Korrespondenz als auch in verschiedenen Beiträgen in der Encyclopédie auffinden. Seine zentrale Frage war: Kann die selbstgestaltende Natur aus dem anorganischen Zustand organisches Leben hervorbringen, und was sind die Voraussetzungen hierfür? Im Jahre 1759 schrieb Diderot an Sophie Volland einen Brief, in dem er über seine Erörterungen, die er auf dem Château du Grand Val mit Paul Henri Thiry d’Holbach traf, berichtete. Auch die Artikel über das Tier, animal, und das Geboren-werden, naître, umkreisten diesen Themenkomplex. Die Vorstellung einer „sensiblen Materie“ oder einer universellen Sensibilität, sensibilité universelle, entwickelte Diderot zwischen 1754 und 1765, genauer in einem weiteren Brief diesmal an Charles Pinot Duclos datiert auf den 10. Oktober 1765.
Während seiner Arbeiten an dem Werk traf er persönlich mit Léger Marie Deschamps zusammen, er nannte Marie Deschamps „moine athée“ – einen atheistischen Mönch.
Der Ort der fiktionalen Handlung war der Salon der Julie de Lespinasse, der Lebensgefährtin des französischen Mathematikers und Enzyklopädisten Jean-Baptiste le Rond d’Alembert. Anwesend waren folgende Personen: Jean-Baptiste le Rond d’Alembert, Julie de Lespinasse, Denis Diderot und Théophile de Bordeu und ein namenloser Diener von Mlle de Lespinasse.
Die reale Person des Arztes Théophile de Bordeu stand in direkten Beziehungen zu dem Umfeld von Denis Diderot, er wandte sich aber in seinen Schriften insbesondere gegen die mechanistischen Vorstellungen von Herman Boerhaave, vertrat er doch eine vitalistische (siehe etwa Doctrine médicale de l’École de Montpellier) Auffassung.
Im Übrigen war nicht Théophile de Bordeu der Hausarzt von d’Alembert, sondern Michel-Philippe Bouvart (1707–1787), er war ein Kontrahent von de Bordeu, der ihn aus dem Register der Pariser Ärzteschaft streichen ließ.
Der Text zeigt beispielsweise aber auch Einflüsse und die Auseinandersetzung mit Ideen von Albrecht von Haller, Georges-Louis Leclerc de Buffon oder Pierre-Louis Moreau de Maupertuis sowie mit ihm bekannten Medizinern wie Bordeu, Théodore Tronchin, Antoine Petit und Augustin Roux.
Wahrscheinlich hatte Diderot das Werk nicht geschaffen, damit es möglichst bald veröffentlicht werden sollte. Dennoch berichtete er in einem Brief an seine Freundin Sophie Volland vom 2. September 1769 über den Fortgang seiner Arbeit zu der Trilogie. Aber durch eine Indiskretion des Journalisten Jean Baptiste Antoine Suard erfuhr auch Julie de Lespinasse, dass Denis Diderot sie als Figur in einem Essay eingebaut hatte und sie dort mit Théophile de Bordeu u. a. über Fragen der Sexualmoral diskutieren ließ. Was sie sehr aufgebracht haben soll. Allerdings auch Jean-Baptiste le Rond d’Alembert war darüber erbost und verlangte, laut Jacques-André Naigeon, dass die Manuskriptseiten in seiner persönlichen Gegenwart verbrannt werden sollten.
Diderot sah von einer Veröffentlichung der Dialoge ab und versuchte sich an einer neuen Fassung der Trilogie. Da es aber offensichtlich Abschriften des ursprünglichen Originaltextes gab, konnten diese 1830 in den von Auguste Sautelet (1800–1830) und Jean-Baptiste-Alexandre Paulin (1796–1859) edierten Ausgabe seiner „Memoiren, Briefe und unveröffentlichten Werke Diderots“,  Mémoires, lettres et œuvres inédites de Diderot publiziert werden.

## Aufbau
Der Aufbau von Diderots Schrift von 1769 zeigt gewisse Ähnlichkeiten zu dem Système de la Nature ou Des Loix du Monde Physique et du Monde Moral aus dem Jahre 1770 von seinem Freund Paul Henri Thiry d’Holbach. Dort wurde in den ersten Teilen der insgesamt siebzehn Kapitel die materielle Natur erklärt, also das Objekt der physikalischen Naturerklärung, und dann in den folgenden Kapiteln auf die Natur des Menschen übergeleitet.
| Entretien entre d’Alembert et Diderot                     | Treffen zwischen d’Alembert und Diderot          |
| Le Rêve de D’Alembert                                     | D’Alemberts Traum                                |
| La suite d’un entretien entre M. d’Alembert et M. Diderot | Nach dem Treffen zwischen d’Alembert und Diderot |

In den ersten beiden Teilen des Dialogs von Le Rêve de D'Alembert entwirft Diderot eine naturalistische Gesamttheorie. Hier wird der Begriff der sensibilité mit dem der „Materie“ verknüpft. Diderot zeigt seinem fiktiven Diskutanten, dass hierdurch die paradoxe Vorstellung eines Schöpfergottes hinfällig sei. Im dritten Teil entwickelte Diderot dann die möglichen ethischen Implikationen und Auswirkungen seiner umfassenden, naturalistischen Theorien weiter.
Während im zweiten Teil des Le Rêve de D'Alembert der Mathematiker Jean-Baptiste le Rond d’Alembert und der Arzt Théophile de Bordeu über das Universum aus den jeweiligen Perspektiven ihrer wissenschaftlichen Interessen diskutieren, äußert sich dann im dritten Teil nur noch der Arzt de Bordeu. Der Arzt stellt die kritische Instanz zu moralische Fragen dar. Für Diderot war eine Wissenschaft vom Menschen, science de l’homme, und ihre ethischen Implikationen nur über eine Beteiligung der Medizin – diese steht synonym für den Begriff Biologie – zu denken.
Eine science de l’homme fußte für Diderot auf den Erkenntnissen einer experimentellen Naturlehre, der Physiologie.

## Inhalt

### Entretien entre d’Alembert et Diderot
In der Unterhaltung zwischen d’Alembert und Diderot wirft letzter die Frage auf, wie aus Anorganischem, hierfür steht der „Marmor“, Organisches, hierfür steht das „Fleisch“, werde.
Dazu reflektiert er zunächst den Begriff der „Bewegung“. Diese sei nicht als (physikalische) Bewegung im engeren Sinne, also der Beförderung eines Körpers von einem Ort zu einem anderen, zu verstehen, sondern sei eine Eigenschaft des Körpers an sich. Noch bevor Diderot nun im weiteren Dialog gewissermaßen auf die Einheit von Materie und Empfindungsvermögen, sensibilité générale de la matière oder auch sensibilité universelle, zu sprechen kommen wird, bemüht er eine Analogie aus der Physik. So vergleicht er, ausgeführt im Dialog durch d’Alembert, die lebendige Kraft, force vive, mit der toten Kraft, force morte.
Wobei der lebendigen Kraft die moderne physikalische Bedeutung der Arbeit oder kinetischer Energie zukomme, während die Begrifflichkeit der toten Kraft der potentiellen Energie zuzuschreiben wäre. Dies vor dem Hintergrund, dass der Unterschied zwischen mechanischer Kraft und Energie im 18. Jahrhundert noch nicht klar begrifflich differenziert war. Das Konzept der kinetischen Energie (noch ohne den Vorfaktor 1/2) wurde im 18. Jahrhundert von Émilie du Châtelet, aufbauend auf Überlegungen von Gottfried Wilhelm Leibniz, eingeführt (als vis viva, Lebendige Kraft). Bis zu diesem Zeitpunkt vertrat man die Ansicht von Newton, die Bewegungsenergie sei der Geschwindigkeit proportional.
Diesen beiden Kräften entsprächen, gleichsam analog, nun die sensibilité inerte und die sensibilité active.
Sodann wird die Frage des Kreislaufs des Lebens erörtert und das Vorhandensein von präexistierende Keimen negiert. Hier wird Diderot sehr direkt und lässt die Entstehung d’Alemberts selbst einfließen, so erwähnt Diderot dessen Mutter Claudine Guérin de Tencin und den Vater Louis Camus Destouches (1668–1726), die Befruchtung, Einnistung der befruchteten Eizelle und die Entwicklung des Fötus bis hin zu seiner Geburt und seiner Ausbildung als Mathematiker.
Sodann zeigt Diderot den Zusammenhang zwischen Sonneneinstrahlung und Entwicklung der Organismen auf, wobei er die Frage aufwirft, ob bei einer zeitweisen, hypothetischen Unterbrechung der Sonnenstrahlung und einer nachfolgenden Verödung der Erde die Organismen in der gleichen Weise entstünden, wie sie zuvor existierten (vergleiche hierzu auch Geschichte des Begriffs Biosphäre).
Zusammenfassend wird im ersten Abschnitt der Trilogie Entretien entre d’Alembert et Diderot eine naturalistische Konzeption des Universums entworfen. Er verteidigte seine materialistische Position gegenüber dem sich verstärkt auf eine skeptizistische Haltung zurückziehenden d’Alembert. Diderot versucht nun den Verlauf der Diskussion zu analysieren, indem er d’Alembert darlegt, dass ein Meinungsgleichgewicht nicht möglich sei, sondern man vielmehr einer von zwei entgegengesetzten Positionen zuneige.
Diderot verabschiedet sich und d’Alembert, völlig übermüdet, begibt sich zu Bett.

### Le rêve de d’Alembert
D’Alembert, von Diderots naturphilosophischen Darlegungen noch verwirrt, träumt nun lebhaft und gibt seine Träume laut kund. Seinen traumartigen Zustand könnte man mit moderner Terminologie auch als Oneiroid-Syndrom oder Klartraum bezeichnen.
D’Alemberts Lebensgefährtin Julie de Lespinasse, besorgt über dessen Zustand, hatte nach dem Arzt Théophile de Bordeu gerufen; so beginnt der zweite Teil der Trilogie, Le rêve de d’Alembert. D’Alemberts Lebensgefährtin ist über die wundersamen Äußerungen nicht nur erstaunt, sondern es bleibt ihr dessen Sinn zunächst auch verborgen und so führt sie Protokoll. Beide versuchen, die niedergelegten Äußerungen zu rekonstruieren. Diderot lässt de Bordeu die Aussagen erweitern und mit wissenschaftlichen Beobachtungen untermauern.
Während Diderot und d’Alembert im ersten Abschnitt der Trilogie direkt im Gespräch sind, werden in den beiden weiteren Abschnitten hauptsächlich nur noch Julie de Lespinasse mit Théophile de Bordeu im Dialog sein, wohingegen d’Alembert sich hauptsächlich durch seine Traumäußerungen im zweiten Abschnitt der Trilogie, eben den Le rêve de d’Alembert, beteiligt.
Die Traumäußerungen, quasi der Oneiroidzustand, d’Alemberts ermöglicht es nun Diderot als Autor, seine Überlegungen als vorläufige Positionen zu formulieren, denn die Äußerungen im Traum gemacht, konnten von dem Autor Diderot leichter als hypothetische und unbewiesene Fakten dargestellt werden.
Während sich nun zwischen Julie de Lespinasse und dem Arzt de Bordeu um den Inhalt und den Entäußerungen von d’Alembert ein Gespräch entfacht, mischt sich jener bisweilen ein, teilweise, indem er seine Traumrede fortführt, teilweise, indem er kurz erwacht und die Anwesenden direkt anspricht. Am nächsten Morgen muss der Arzt einen anderen Patienten aufsuchen bzw. besucht einen Patienten, wodurch es zu einer Unterbrechung des Fortgangs des Dialogs kommt.

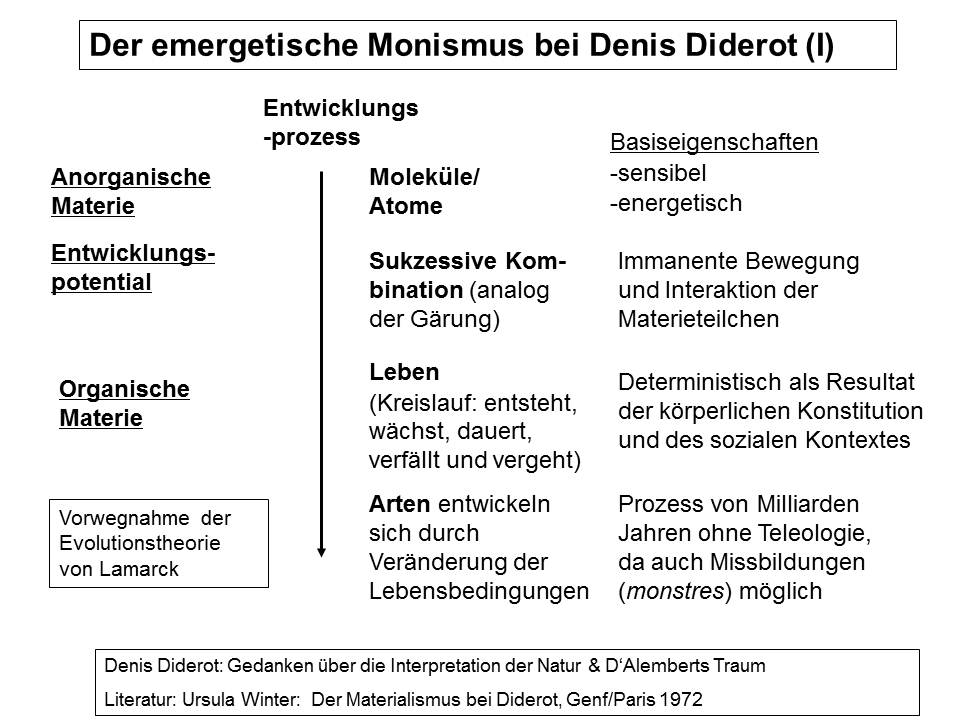
Schema zur Darstellung des emergetischen Monismus von Denis Diderot

Diderot tritt für folgende Betrachtung der „Materie“ ein: sie sei in Bewegung, aber dieses Bewegt-Sein sei nicht von außen hervorgerufen, sondern sei ihr gewissermaßen immanent. Dieser „Materie“ wird mit gleicher Immanenz die Möglichkeit von Entwicklung, dem Fortschreiten zu selbstständigen Formungen zugesprochen. Voraussetzung hierfür sei nach Diderots Auffassung, dass man ihr „Sensibilität“ unterstellte; dabei differenziert er zwischen untätiger und tätiger Sensibilität. „Materie“ sei das Ganze bestehend aus einzelnen „Molekülen“, Zuweilen sprach Diderot auch von „Atomen“, welche sich dann in unendlicher Vielfältigkeit zu Körpern oder Bestandteilen, auch zu lebenden Organismen zusammenschlössen.
Er führt hierzu die Metapher der materiellen Welt als Bienenstock an, bei dem die Bienen als einzelne „materielle“ und „sensiblen“ Bausteine sich zu einem übergeordneten Ganzen zusammenfügen. Dieses Bild wurde schon vor Diderot von Pierre-Louis Moreau de Maupertuis in seinem Essai sur la formation des corps organisés (1754) ebenfalls verwendet.
Diese Bausteine verbinden sich zu einem Ganzen, zu einem zusammenhängenden Ganzen, welches das Potenzial zu lebenden Organismen und der Entwicklung von Bewusstsein hat. Damit wird das Seiende als Kombination von „sensiblen Molekülen“ erklärt. Somit wird der Übergang vom Anorganischen zum Organischen und letztlich zum Lebendigen zu einem Kontinuum.
Der anorganischen Welt wird von Diderot das Potenzial zu einer ihr immanenten Entwicklung hin zum Organischen zugesprochen. Dies darf aber nicht verkürzt mit einer Spontanzeugung, generatio spontanea, missverstanden werden. Vielmehr zeigen die diderotschen „Moleküle“ qua Empfindungsvermögen, sensibilité, ihre charakteristischen Eigenschaften eben des beständigen Übergangs und der permanenten Verwandlung.
Als solche haben also diese diderotschen „Moleküle“ zum Teil Eigenschaften, die bereits ihre Vorstufen haben und die sie von diesen gleichsam mitbekommen; daneben entstehen „resultierende“ Eigenschaften oder auch neue Eigenschaften, die die Vorstufen noch nicht hatten und die erst aus der Interaktion der Elemente hervorgehen „emergieren“. Voraussetzung hierfür ist „Sensibilität“, sensibilité. Wobei „Sensibilität“ sich erst mit einem gewissen Organisationsniveau einstellte, sodass man die diderotsche Auffassung von der Materie oder sein Konzept des Materialismus auch als emergetischen Monismus bezeichnen kann. Der Monismus vertritt die Auffassung, dass „Materie“ und „Geist“ in einem gewissen Sinne dasselbe darstellten. Demgegenüber verfolgt der Dualismus die Ansicht, beide beständen aus unterschiedlichen Stoffen.
Da alles im Universum aus den unterschiedlichen Bildungen der „sensiblen Moleküle“ bestehe, ist das konkret Seiende die Form, die die Dinge annähmen, nie endgültig, vielmehr ist es das sich stetig ändernde Ganze der unbelebten und belebten Welt, dass den Unterschied zwischen etwa Mineralien und lebenden Organismen hervorruft.

### La suite d’un entretien entre M. d’Alembert et M. Diderot
Während im ersten Teil der Trilogie noch ein fiktionales Gespräch zwischen d’Alembert und Diderot dargestellt wird, tritt Diderot in den weiteren Teilen der Trilogie als Gesprächspartner völlig heraus, ebenso wie d’Alembert in dem letzten Teil „Nach dem Treffen zwischen d’Alembert und Diderot“.
Gegen zwei Uhr kommt der Arzt de Bordeu zu Julie de Lespinasse zurück, während d’Alembert fortgegangen war, um auswärts zu speisen. Der Arzt und Julie de Lespinasse beenden ihre Mahlzeit.

## Ausgaben

### Zeitgenössische
- Collection « Les auteur(e)s classiques » Denis Diderot: 1713-1784.  Université du Québec à Chicoutimi.
  - Entretien entre d’Alembert et Diderot. (PDF; 94 kB)
  - Le rêve d’Alembert. (PDF; 208 kB)
  - Suite de l’entretien. (PDF; 77 kB)

### Übersetzungen
- Denis Diderot; Richard Koch, Kurt Sigmar Gutkind: Der Traum d’Alemberts. Frommanns philosophische Taschenbücher. F. Frommanns Verlag, Stuttgart 1923.
- Denis Diderot: D’Alemberts Traum. (1769). Übersetzung von Theodor Lücke; Nachwort von Eckart Richter Reclam. Reclam, Leipzig 1963.
- Denis Diderot: Entretien entre d’Alembert et Diderot. In: J. Assézat (Hrsg.): Œuvres complètes. Paris 1875, Bd. II. (dt.: Der Traum d’Alemberts, übersetzt von C. S. Gutkind, Stuttgart 1923)
- Denis Diderot: Philosophische Schriften. Bd. 1 Herausgegeben von Theodor Lücke. Verlag „das europäische Buch“. Berlin 1984, S. 511–580

## Die nicht-fiktionalen Personen

Jean-Baptiste le Rond d’Alembert (1717–1783)
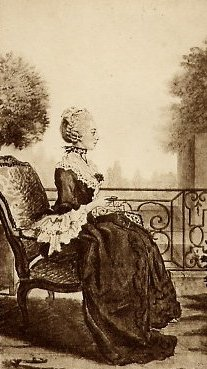
Julie de Lespinasse (1732–1776)
Théophile de Bordeu (1722–1776)